# Onion routing
Onion routing naziv je za tehnologiju anonimne komunikacije putem računalnih mreža. U onion mreži, poput slojeva luka, poruke su spakirane u slojeve enkripcije. Podaci se prenose nizom mrežnih stanica (čvorova) od kojih je svaka zadužena za jedan sloj zaštite, otkrivajući jedino sljedeću destinaciju podataka. Kada je posljednji sloj uspješno dešifriran, podaci bivaju dostavljeni na odredište. Posljednja stanica jedina zna sadržaj poslanih podataka, ali ne i pošiljatelja, čime se postiže anonimnost u onion mreži.

## Razvoj i implementacija
Onion mrežu su sredinom 1990-ih razvili Michael Reed, Paul Sylverson i David Goldschlag u okviru Američkog vojno-pomorskog istraživačkog laboratorija. za zaštitu američkih obaveštajnih komunikacija. Nadalje je razvijana u okviru agencije za napredne obrambene istraživačke projekte (DARPA) i patentirana od strane mornarice 1998. godine.
Računalni eksperti Roger Dingledin i Nick Mathews pridružuju se Syversonu 2002. godine, te razvijaju najveću i najpoznatiju implementaciju onion mreže, The Onion Router (Tor). Nakon što je vojno-pomorski istraživački laboratorij objavio Tor pod slobodnom licencom, Dingledin i Mathews s kolegama pokreću projekt Tor kao neprofitnu organizaciju 2006. godine uz financijsku podršku iz Fonda elektronskih granica i niza drugih organizacija.

## Struktura podataka
Onion struktura je dobila ime zato što podsjeća na strukturu luka i počiva na dizajnu pakiranja podataka u višestruko-šifrirane slojeve. Anonimnost je garantirana time da routeri znaju samo odredišta i ključeve za dešifriranje svog dijela paketa. Podaci su šifrirani veoma snažnom enkripcijom cijelo vrijeme dok putuju mrežom.

### Stvaranje strukture i prijenos
Za stvaranje i prijenos onion strukture putem anonimne mreže potrebno je poštovati protokole. Pošiljatelj mora iz popisa čvorova izabrati skup čvorova (često nasumično). Izabrani čvorovi formiraju put kojim će poruka biti poslana. Zbog očuvanja anonimnosti pošiljatelja, ne postoji čvor u lancu koji može reći je li čvor prije njegovog pošiljatelj ili posrednik kao i on sam. Samo krajnji čvor (exit node) može odrediti svoje mjesto u lancu.
Uz pomoć asimetrične kriptografije pošiljatelj dobiva javni ključ od direktorija čvorova (directory node) i šalje šifriranu poruku na prvi čvor (entry node), kojom uspostavlja vezu i zajednički tajni kod. pošiljatelj, uz pomoć uspostavljene sigurne veze, preko prvog čvora šalje šifrirane podatke drugom čvoru, koje samo on može dešifrirati. Taj proces se nastavlja sve dok čvor koji prima podatke nije izlazni čvor. Podaci u tranzitu kroz čvorove podijeljeni su u jednake veličine paketa, tako da nije moguće naslutiti tko je pošiljatelj samo uz pomoć analize sadržaja. Uobičajeno se koriste tri čvora za ovakav tip komunikacije, teorijski nema ograničenja u broju čvorova, ali zbog performansi obično je u pitanju ograničen broj.
Kada je lanac uspostavljen, pošiljatelj može poslati podatke preko interneta, anonimno. Kada krajnji primatelj podataka šalje podatke nazad, posrednički čvorovi održavaju istu vezu nazad ka pošiljatelju, s podacima šifriranim slojevito, u suprotnom smjeru.

## Slabosti

### Analiza frekvencije
Jedan od razloga zašto se tipična internetska veza ne smatra anonimnom je sposobnost ISP-ja da prati i bilježi veze između računala. Na primjer kada osoba pristupi određenoj web-stranici putem sigurne HTTPS veze, sami podaci nisu vidljivi trećoj strani, iako postoji zapis o vezi. Onion mreža maskira te informacije dodavajući dodatne čvorove u konekciji tako da ne postoji direktna veza između korisnika i krajnjeg primatelja. Anonimnost se zasniva na tome da su među-čvorovi slučajno izabrani, nalaze se u drugim državama s drugačijim zakonima i veza predstavlja samo jednu kap u moru u odnosu na cijelu onion mrežu. S povećanjem broja korisnika mreže, anonimnost pojedinačnog korisnika raste. Praktično je dokazano da su potrebni veliki resursi da bi se razotkrio identitet korisnika mreže i da se to još nije javno dogodilo. Faktori koji mogu olakšati frekvencijsku analizu uključuju maliciozne čvorove koji bilježe sesije u mreži.

### Ranjivost izlaznog čvora
Iako je poruka koja se prenosi unutar mreže nekoliko puta šifrirana, njen sadržaj je poznat izlaznom čvoru jer je on taj koji šalje konačan zahtjev primatelju. Izlazni čvor malicioznih namjera može sakupiti veoma bitne podatke, poput lozinki, bankovnih računa i sl. Dan Egerstad, švedski istraživač, uz pomoć ove tehnike prikupio je lozinke više od 100 e-mail adresa povezanih sa stranim ambasadama.
Problem ranjivosti izlaznog čvora sličan je onome u nesigurnim bežičnim mrežama. Oba problema rješavaju se pomoću sigurne end-to-end enkriptirane veze kao što je protokol SSL ili zaštićeni HTTP (HTTPS). Ako postoji enkripcija između pošiljatelja i primatelja, čak ni izlazni čvor ne može vidjeti originalan sadržaj poruke.

## Vanjske poveznice
- Tor Project - neprofitni projekt koji pruža ljudima mogućnost anonimne komunikacije širom svijeta
- Tor Browser - trenutno najstabilnija implementacija onion mreže
- Tails - operativni sistem zasnovan na anonimnoj mreži i privatnosti
- Onion-Router.net - začetnička web-stranica onion mreže